# Kudirkos Naumiestis
Kudirkos Naumiestis ( escoltar (?·pàg.)) és una ciutat del districte municipal de Šakiai (Comtat de Marijampolė), situada a 25 km al sud-oest de Šakiai.